# Ольшава (притока Теплої)
Ольшава (словац. Olšava) — річка в Словаччині, в окрузі Вранов-над-Теплою, права притока Теплої.
Довжина — 16,8 км. Витікає на висоті 658 метрів у масиві Солоні гори. Притока — Чрхлинський потік[неавторитетне джерело]. Протікає через села Банське, Давидів і Сачуров. Гирло розміщене на висоті 114 метрів.